# بخش هریسویل (شهرستان مدینه، اوهایو)
بخش هریسویل (به انگلیسی: Harrisville Township) یک منطقهٔ مسکونی در ایالات متحده آمریکا است که در شهرستان مدینا، اوهایو واقع شده‌است.
 بخش هریسویل ۶۸٫۰ کیلومتر مربع مساحت و ۴٬۹۱۴ نفر جمعیت دارد و ۲۷۹ متر بالاتر از سطح دریا واقع شده‌است.